# Nyitány
A nyitány operák, oratóriumok, színpadi kísérőzenék és balettek hangszeres bevezető zenéje. Önmagában zárt zenemű. Az első firenzei operákat még énekelt prológus vezette be.
A nyitánynak később két alaptípusa alakult ki: 
- nápolyi nyitány (vagy olasz nyitány), amelyet Alessandro Scarlatti alkalmazott először operáiban.
- francia nyitány (vagy ouverture), amelynek végső letisztulása Lully nevéhez fűződik.

Szorosabb kapcsolat az opera dallamainak előrevetítésével Rameau-nál alakult ki. Gluck alkalmazta elsőként a szonátaformát reformoperáinak nyitányaiban, amelyek hangulatilag és tartalmilag előkészítik a cselekményt. 1750 után már általában a gyors tempójú szonátaszerkezet érvényesült, melyet gyakran előz meg rövid, lassú bevezetés. A nyitányok később önálló szimfonikus művé alakultak át. Önálló nyitányoknak minősülnek a prózai színművekhez írt darabok. Az önálló nyitányok, amelyek már eleve hangverseny-előadásra készültek, valamilyen többé-kevésbé körülírt programhoz igazodnak (Mendelssohn: Hebridák, Csajkovszkij: Rómeó és Júlia).
Számos esetben a nyitány nem több az opera legszebb dallamainak összefoglalásánál. Ez jellemző például Verdi egyes operáira is, de az operetteknél ez szabály volt. A 19. században gyakran redukálódott vagy teljesen eltűnt, így a zene első hangjánál felment a függöny.

## Lejátszható felvételek
| Tell Vilmos: Nyitány A nürnbergi mesterdalnokok:Nyitány Trisztán és Izolda:Nyitány Figaro házassága:Nyitány |